# العلاقات الإريترية الليتوانية
العلاقات الإريترية الليتوانية هي العلاقات الثنائية التي تجمع بين إريتريا وليتوانيا.

## مقارنة بين البلدين
هذه مقارنة عامة ومرجعية للدولتين:
| وجه المقارنة                                              | إريتريا                                      | ليتوانيا                                                    |
| --------------------------------------------------------- | -------------------------------------------- | ----------------------------------------------------------- |
| المساحة (كم2)                                             | 117.60 ألف                                   | 65.30 ألف                                                   |
| عدد السكان (نسمة)                                         | 6.33 مليون                                   | 2.79 مليون                                                  |
| الكثافة السكانية (ن./كم²)                                 | 53.83                                        | 42.73                                                       |
| العاصمة                                                   | أسمرة                                        | فيلنيوس، كاوناس                                             |
| اللغة الرسمية                                             | اللغة التغرينية، اللغة العربية، لغة إنجليزية | اللغة الليتوانية                                            |
| العملة                                                    | ناكفا                                        | ليتاس ليتواني، يورو                                         |
| الناتج المحلي الإجمالي (بليون دولار)                      | 2.61 مليار                                   | 47.17 مليار                                                 |
| الناتج المحلي الإجمالي (تعادل القوة الشرائية) بليون دولار |                                              | 84.06 مليار                                                 |
| الناتج المحلي الإجمالي الاسمي للفرد دولار أمريكي          |                                              | 14.15 ألف                                                   |
| الناتج المحلي الإجمالي للفرد دولار أمريكي                 |                                              | 27.69 ألف                                                   |
| مؤشر التنمية البشرية                                      | 0.391                                        | 0.839                                                       |
| رمز المكالمات الدولي                                      | +291                                         | +370                                                        |
| رمز الإنترنت                                              | .er                                          | .lt                                                         |
| المنطقة الزمنية                                           | ت ع م+03:00                                  | ت ع م+02:00، ت ع م+03:00، أوروبا/فيلنيوس ‏، توقيت شرق أوروبا |

## منظمات دولية مشتركة
يشترك البلدان في عضوية مجموعة من المنظمات الدولية، منها:
| علم المنظمة | اسم المنظمة                        | تاريخ انضمام إريتريا | تاريخ انضمام ليتوانيا |
| ----------- | ---------------------------------- | -------------------- | --------------------- |
|             | مؤسسة التمويل الدولية              | 11 أكتوبر 1995       | 15 يناير 1993         |
|             | منظمة حظر الأسلحة الكيميائية       | ?                    | ?                     |
|             | يونسكو                             | 2 سبتمبر 1993        | 7 أكتوبر 1991         |
|             | الاتحاد الدولي للاتصالات           | 6 أغسطس 1993         | 1 يوليو 1923          |
|             | الأمم المتحدة                      | 28 مايو 1993         | 17 سبتمبر 1991        |
|             | منظمة الشرطة الجنائية الدولية      | ?                    | ?                     |
|             | البنك الدولي للإنشاء والتعمير      | 6 يوليو 1994         | 6 يوليو 1992          |
|             | الاتحاد البريدي العالمي            | ?                    | ?                     |
|             | مؤسسة التنمية الدولية              | 6 يوليو 1994         | 23 سبتمبر 2011        |
|             | وكالة ضمان الاستثمار متعدد الأطراف | 10 سبتمبر 1996       | 8 يونيو 1993          |

## وصلات خارجية
- موقع وزارة الخارجية الليتوانية